# Campo Grande Atlético Clube
El Campo Grande Atlético Clube es un histórico club de fútbol brasileño radicado en el barrio de Bangu en Río de Janeiro. Fue fundado el 17 de abril de 1904 y se desempeña en el Campeonato Brasileño de Serie D (cuarta división) y en la Primera División del Campeonato Carioca.

## Historia
El fútbol en la región se inicia a principios del siglo XX. Según el diario O Imparcial del 18 de mayo de 1924, el antiguo Campo Grande Athletic Club fue fundado el 16 de mayo de 1908. En 1920, antes de comenzar el certamen, cuando aún era llamado de Campo Grande Football Club, se fusionó con el " Paladín Football Club, surgiendo el Campo Grande Athletico Club.
Tiempo de Campo Grande en 2010
El actual Campo Grande fue fundado con el nombre de Club Sportivo Campo Grande por remanentes del antiguo club de la región, el Campo Grande Athletic Club, fundado en 1908, que disputaba los antiguos campeonatos de la Liga Metropolitana. A mediados de los años 30, el club fue extinguido, permaneciendo entre algunos el ideal del fútbol. El Sportivo pronto dio lugar al actual equipo, el único participante del antiguo Departamento Autónomo.

En el año de 1962, el club estaba entre los grandes del fútbol. El club se encontraba entre los grandes del fútbol. En su primer partido por el campeonato estadual, el 1 de julio, en el Maracaná, venció el Botafogo de Fútbol y Regatas por 1 a 0, gol de Nelsinho.
El Campo Grande ya disputó 580 partidos por la primera división, obteniendo 124 victorias, 173 empates y 283 derrotas. Participó del Campeonato Brasileño de la Serie A en 1979 y 1983. En el cártel de juegos internacionales, presenta más de 20 partidos y dos excursiones. En 1972 a los Estados Unidos y 1996 a Suiza

## Palmarés

### Torneos nacionales
- Campeonato Brasileño de Serie B (1): 1982[3]

### Torneos estaduales
- Departamento Autônomo (2): 1953 y 1959[3]